# Bhav Patel
Bhav Patel (* 26. September 1990) ist ein indischer Dartspieler.

## Karriere
Bhav Patel ist seit Anfang 2023 im professionellen Dartsport aktiv. Zu Beginn des Jahres schied er bei der PDC Qualifying School in der First-Stage aus. Er lebt seit vielen Jahren in London, tritt jedoch bei der PDC für Indien an. Auf der PDC Challenge Tour 2023 nahm er an sieben Events teil, wo er dreimal die zweite Runde erreichen konnte. Sein höchster gespielter Average auf der Challenge Tour waren 86,00 Punkte. Beim Indian Qualifier für die PDC World Darts Championship 2024 konnte Patel das Finale erreichen, nachdem seine Gegner maximal einen Average von 67 spielten. Im Finale unterlag er schließlich mit einem 71er-Average Prakash Jiwa mit 1:6. Als im November bekannt wurde, dass Jiwa durch die Darts Regulation Authority wegen Wettbetrugs gesperrt wurde, rückte Patel als indischer Qualifikant nach und gab im Dezember sein WM-Debüt. Dieses verlor er gegen William O’Connor mit 0:3.
Für die Q-School 2024 war Patel erneut gemeldet. Er blieb jedoch ohne Sieg und schied somit klar aus. Auf der darauffolgenden Challenge TOur Saison erzielte er zweimal ein Preisgeld von 75 Pfund.
Bei der Q-School 2025 war Patel wieder am Start. Er gewann dabei ein Spiel, schaffte jedoch mit einem Ranglistenpunkt klar nicht die Qualifikation für die Final Stage. Anfang Juni erreichte Patel bei den England National Singles das Halbfinale, wo er mit 3:4 gegen Jim McEwan verlor.

## Weltmeisterschaftsresultate

### PDC
- 2024: 1. Runde (0:3-Niederlage gegen  William O’Connor)